# Alcindo Sartori
Alcindo Sartori (Medianeira, 21 oktober 1967) is een voormalig Braziliaans voetballer. Hij speelde zestien jaar als aanvaller op het hoogste niveau in Brazilië.